# Fountainea ryphea
Espèce
Fountainea ryphea  est un insecte lépidoptère de la famille des Nymphalidae et de la sous-famille des Charaxinae et du genre Fountainea.

## Dénomination
Fountainea ryphea a été décrit par Pieter Cramer en 1775 sous le nom initial de Papilio ryphea.
Synonyme : Anaea ryphea ; Godman & Salvin, [1884].

### Noms vernaculaires
Fountainea ryphe se nomme Ryphea Leafwing ou Flamingo Leafwing en anglais,.

### Sous-espèces
- Fountainea ryphe ryphe; présent au Mexique, Surinam, au Brésil et au Pérou.
- Fountainea ryphe ecuadoralis (Johnson & Comstock, 1941); présent en Équateur.
- Fountainea ryphe phidile (Geyer, 1837); présent au Brésil[1].

## Description
Fountainea ryphea est un papillon d'une envergure d'environ 55 mm, aux ailes antérieures à bord costal bossu, apex anguleux et bord externe concave.
Le dessus est de couleur rouge orangé avec une bordure marron au bord externe et aux ailes antérieure une bande marron du 1/3 du bord costal à la moitié du bord externe.
Le revers est beige foncé et mime une feuille morte.

## Biologie

### Plantes hôtes
Les plantes hôtes de sa chenille sont un croton, Croton floribundus , et Caesaria ramiflora,.

## Écologie et distribution
Fountainea ryphea est présent au Mexique, au Guatemala, à Belize, au Costa Rica, à Panama, en Colombie, au Venezuela, à Trinité-et-Tobago, au Surinam,en Guyana, en Guyane, en Équateur, en Bolivie, au Brésil et au Pérou,.

### Biotope
Fountainea ryphea réside en lisière de forêt.

### Protection
Pas de statut de protection particulier.